# دوري أبطال آسيا 2 2025–26
دوري أبطال آسيا 2 موسم 2025–2026 هو النسخة الثانية والعشرين من بطولة أندية كرة القدم الآسيوية من المستوى الثاني، والتي ينظمها الاتحاد الآسيوي لكرة القدم (AFC)، والثانية تحت مسمى دوري أبطال آسيا 2. تشهد مشاركة 32 فريقًا في مرحلة المجموعات. ويحصل الفائز على مقعد غير مباشر في المرحلة التمهيدية لـ دوري أبطال آسيا النخبة 2026–27، إذا لم يكن تأهل بالفعل من خلال أدائه في المسابقة المحلية.

## تخصيص مقاعد الاتحادات
تخصص مقاعد الاتحادات وفقًا لتصنيف مسابقات الأندية الذي نُشر بعد انتهاء منافسات 2023–24. تخضع هذه المقاعد لإعادة التقييم لاحقًا بناءً على نتائج منافسات 2024–25.
| أهلية المشاركة في مسابقة دوري أبطال آسيا 2 2025–2026 | أهلية المشاركة في مسابقة دوري أبطال آسيا 2 2025–2026 |
| ---------------------------------------------------- | ---------------------------------------------------- |
|                                                      | مشارك                                                |
|                                                      | غير مشارك                                            |

| التصنيف | التصنيف | الاتحاد العضو                                                | نقاط                   | مقاعد                | مقاعد    |
| التصنيف | التصنيف | الاتحاد العضو                                                | نقاط                   | دور المجموعات        | التصفيات |
| المنطقة | AFC     | الاتحاد العضو                                                | نقاط                   | دور المجموعات        | التصفيات |
| ------- | ------- | ------------------------------------------------------------ | ---------------------- | -------------------- | -------- |
| —       | —       | الخاسر من جولة التأهيل من الأبطال للنخبة 2025–26-منطقة الغرب |                        | 1                    | 0        |
| 1       | 1       | السعودية                                                     | 103.148                | 1                    | 0        |
| 2       | 4       | الإمارات العربية المتحدة                                     | 74.873                 | 1                    | 0        |
| 3       | 5       | قطر                                                          | 70.330                 | 1                    | 0        |
| 4       | 6       | إيران                                                        | 68.640                 | 1                    | 0        |
| 5       | 9       | أوزبكستان                                                    | 47.259                 | 1                    | 0        |
| 6       | 10      | العراق                                                       | 37.118                 | 1                    | 0        |
| 7       | 13      | الأردن                                                       | 30.403                 | 2                    | 0        |
| 8       | 16      | البحرين                                                      | 23.368                 | 2                    | 0        |
| 9       | 17      | الهند                                                        | 22.806                 | 1                    | 1        |
| 10      | 18      | طاجيكستان                                                    | 22.493                 | 1                    | 1        |
| 11      | 19      | تركمانستان                                                   | 20.217                 | 0 (+بطل دوري التحدي) | 1        |
| 12      | 20      | عمان                                                         | 20.048                 | 0                    | 1        |
| المجموع | المجموع | الاتحادات المشاركة: 12                                       | الاتحادات المشاركة: 12 | 14                   | 4        |
| المجموع | المجموع | الاتحادات المشاركة: 12                                       | الاتحادات المشاركة: 12 | 18                   |          |

| التصنيف | التصنيف | الاتحاد العضو                                                | نقاط                   | مقاعد         | مقاعد    |
| التصنيف | التصنيف | الاتحاد العضو                                                | نقاط                   | دور المجموعات | التصفيات |
| المنطقة | AFC     | الاتحاد العضو                                                | نقاط                   | دور المجموعات | التصفيات |
| ------- | ------- | ------------------------------------------------------------ | ---------------------- | ------------- | -------- |
| —       | —       | الخاسر من جولة التأهيل من الأبطال للنخبة 2025–26-منطقة الشرق |                        | 1             | 0        |
| 1       | 2       | اليابان                                                      | 96.999                 | 1             | 0        |
| 2       | 3       | كوريا الجنوبية                                               | 93.600                 | 1             | 0        |
| 3       | 7       | الصين                                                        | 57.764                 | 1             | 0        |
| 4       | 8       | [تاي] تايلاند                                                | 49.546                 | 2             | 0        |
| 5       | 11      | أستراليا                                                     | 34.703                 | 1             | 0        |
| 6       | 12      | ماليزيا                                                      | 31.331                 | 1             | 0        |
| 7       | 14      | فيتنام                                                       | 28.657                 | 2             | 0        |
| 8       | 15      | هونغ كونغ                                                    | 26.888                 | 2             | 0        |
| 9       | 23      | سنغافورة                                                     | 17.350                 | 2             | 0        |
| 10      | 25      | الفلبين                                                      | 16.230                 | 2             | 0        |
| 11      | 28      | إندونيسيا                                                    | 14.816                 | 0             | 1        |
| 12      | 29      | [رخصة] كوريا الشمالية                                        | 13.923                 | 0             | 1        |
| المجموع | المجموع | الاتحادات المشاركة: 12                                       | الاتحادات المشاركة: 12 | 15            | 2        |
| المجموع | المجموع | الاتحادات المشاركة: 12                                       | الاتحادات المشاركة: 12 | 17            |          |

1. ^ رخصة الاتحاد الآسيوي: لا يملك الاتحاد أي فريق حاصل على الرخصة الآسيوية.[5]
2. ^ تايلاند: وفقًا للمادة 3.17.1. من لائحة الاتحاد الآسيوي لكرة القدم، ورهنًا بالمادتين 3.19 و 3.20، فإن أي مقعد (مقاعد) يتم التنازل عنه يُعاد تخصيصه ليحصل عليه أعلى اتحاد عضو مؤهل في نفس التصنيف الإقليمي لنفس مسابقة الأندية بالاتحاد الآسيوي. بناءً على ذلك، تم إعادة تخصيص المقعد غير المباشر لكوريا الشمالية إلى تايلاند. وقد حصل الفريق على إعفاء من الجولة التأهيلية بسبب عدم كفاية عدد الفرق المشاركة.[6]

## الفرق المشاركة
يشمل عدد مرات الظهور وآخر ظهور في دوري أبطال آسيا 2، بطولة كأس الاتحاد الآسيوي باعتبارها البطولة السابقة لدوري أبطال آسيا 2.
| اسم الفريق     | طريقة التأهل                                            | الظهور (آخر مشاركة) |
| -------------- | ------------------------------------------------------- | ------------------- |
| سباهان أصفهان  | الخاسر من الدور التمهيدي دوري أبطال آسيا للنخبة 2025–26 |                     |
| النصر          | ثالث الدوري السعودي للمحترفين 2024–25                   | 1                   |
| الوصل          | المركز الرابع الدوري الإماراتي للمحترفين 2024–25        | 1                   |
| الأهلي         | المركز الرابع دوري نجوم قطر 2024–25 [قط]                | 1                   |
| استقلال طهران  | بطل كأس حذفي 2024–25                                    | 1                   |
| أنديجان        | بطل كأس أوزبكستان 2024–25                               | 1                   |
| نادي الزوراء   | وصيف دوري نجوم العراق 2024–25                           | 6 (2023–24)         |
| الحسين         | بطل الدوري الأردني للمحترفين 2024–25                    | 3 (2024–25)         |
| الوحدات        | بطل كأس الأردن 2024–25                                  | 14 (2024–25)        |
| المحرق         | بطل الدوري البحريني الممتاز 2024-25                     | 8 (2021)            |
| الخالدية       | بطل كأس ملك البحرين 2024–25                             | 3 (2024–25)         |
| موهون باغان    | بطل دوري السوبر الهندي 2024–25                          | 8 (2023–24)         |
| استقلال دوشنبه | بطل الدوري الطاجيكي 2024                                | 8 (2024–25)         |
| أركاداغ        | بطل دوري التحدي الآسيوي 2024–25 [تك]                    | 1                   |

| اسم الفريق             | طريقة التأهل                   | الظهور (آخر مشاركة) |
| ---------------------- | ------------------------------ | ------------------- |
| غوا                    | فائز كأس السوبر الهندي 2025    | 1                   |
| ريغار-تاداز تورسونزاده | فائز كأس طاجيكستان 2024        | 2 (2013)            |
| أهال                   | وصيف دوري تركمانستان 2024 [تك] | 6 (2021)            |
| السيب                  | بطل الدوري العماني 2024–25     | 2 (2022)            |

| اسم الفريق        | طريقة التأهل                                            | الظهور (آخر مشاركة) |
| ----------------- | ------------------------------------------------------- | ------------------- |
| بانكوك يونايتد    | الخاسر من الدور التمهيدي دوري أبطال آسيا للنخبة 2025–26 |                     |
| غامبا أوساكا      | رابع الدوري الياباني 2024 [يا]                          | 1                   |
| بوهانغ ستيلرز     | بطل كأس اتحاد كوريا الجنوبية 2024                       | 1                   |
| بكين غوان         | رابع دوري السوبر الصيني 2024 [صن]                       | 1                   |
| باثوم يونايتد     | صاحب المركز الثالث في دوري تايلاند 2024-25              | 1                   |
| راتشابوري         | صاحب المركز الرابع في دوري تايلاند 2024-25              | 1                   |
| ماكارثر           | بطل كأس أستراليا 2024                                   | 2 (2023–24)         |
| سلاغور            | وصيف دوري السوبر الماليزي 2024-25 [ما]                  | 7 (2024–25)         |
| نادي نام دينه     | بطل الدوري الفيتنامي 2024–25                            | 2 (2024–25)         |
| كونغ آن هانوي     | بطل كأس فيتنام 2024–25                                  | 1                   |
| تاي بو            | بطل دوري هونغ كونغ الممتاز 2024–25                      | 3 (2019)            |
| إيسترن سبورتس     | بطل كأس هونغ كونغ 2024–25                               | 5 (2024–25)         |
| لايون سيتي سيلورز | بطل دوري سنغافورة الممتاز 2024–25 [سن]                  | 12 (2024–25)        |
| تامبينس روفرز     | وصيف دوري سنغافورة الممتاز 2024–25                      | 16 (2024–25)        |
| كايا–إيلويلو      | بطل الدوري 2024-25                                      | 6 (2024–25)         |

| اسم الفريق    | طريقة التأهل                  | الظهور (آخر مشاركة) |
| ------------- | ----------------------------- | ------------------- |
| مانیلا دیجر   | وصيف الدوري 2024-25           | 1                   |
| برسيب باندونغ | بطل الدوري الإندونيسي 2023–24 | 3 (2024–25)         |

تشارك الأندية التالية في المرحلة التمهيدية، إذا لم يكن تأهل بالفعل من خلال أدائه في المسابقة المحلية.
| اسم الفريق | طريقة التأهل                    | الظهور (آخر مشاركة) |
| ---------- | ------------------------------- | ------------------- |
| أركاداغ    | بطل دوري التحدي الآسيوي 2024–25 | 1                   |

ملاحظات
1. ^ الصين: بما أن الفائز بكأس الاتحاد الصيني لكرة القدم لعام 2024 شانغهاي بورت قد تأهل لدوري أبطال آسيا النخبة عبر مركزه في الدوري، فقد تم نقل المقعد المخصص لفائز كأس الاتحاد الصيني إلى الفريق الذي احتل المركز الرابع في الدوري الصيني الممتاز 2024.
2. ^ اليابان: بما أن الفائز بكأس الإمبراطور لعام 2024 فيسيل كوبه قد تأهل لدوري أبطال آسيا النخبة عبر مركزه في الدوري، فقد تم نقل المقعد المخصص لفائز كأس الإمبراطور إلى الفريق الذي احتل المركز الرابع في الدوري الياباني لكرة القدم 2024.
3. ^ ماليزيا: بما أن الفائز بكأس الاتحاد الماليزي لعام 2024 جوهور دار التعظيم قد تأهل لدوري أبطال آسيا النخبة عبر مركزه في الدوري، فقد تم نقل المقعد المخصص لفائز كأس الاتحاد الماليزي إلى وصيف الدوري الماليزي الممتاز 2024–25.
4. ^ قطر: تأهل نادي الغرافة لدوري أبطال آسيا النخبة بفوزه بـ كأس أمير قطر 2025. في هذه الحالة، تأهل النادي الأهلي الذي احتل المركز الرابع في دوري نجوم قطر 2024–25.
5. ^ تركمانستان: كان من المفترض أن يتأهل أركاداغ، الفائز بـ دوري تركمانستان 2024 وكأس تركمانستان 2024، إلى الأدوار التمهيدية، لكنه تأهل لدوري أبطال آسيا 2 بدلاً من ذلك بفوزه بـ دوري التحدي الآسيوي 2024–25.في هذه الحالة، منح المقعد إلى نادي أهال، وصيف دوري تركمانستان 2024.
6. ^ سنغافورة:
تأهل نادي لايون سيتي سيلورز ونادي تامبينس روفرز للمسابقة وسيحتلان المركزين الأول والثاني في الدوري السنغافوري الممتاز 2024-25 وهما الفريقان المحليان الوحيدان المؤهلان للدور نصف النهائي من كأس سنغافورة 2024-25.
7. ^ العراق: فشل نادي دهوك بطل كأس العراق 2024-25 في الحصول على رخصة الاتحاد الآسيوي. وحل وصيف دوري نجوم العراق 2024–25 بديلا عنه.

## الجدول الزمني
تقام المسابقة وفقا للجدول الزمني المحدد على النحو التالي:
| المرحلة            | الدور            | تاريخ القرعة   | منطقة الغرب                      | منطقة الشرق                      |
| ------------------ | ---------------- | -------------- | -------------------------------- | -------------------------------- |
| الدور التمهيدي     | الدور التمهيدي 1 | بدون قرعة      | 30 يوليو 2025                    | 30 يوليو 2025                    |
| الدور التمهيدي     | الدور التمهيدي 2 | بدون قرعة      | 06 أغسطس 2025                    | 06 أغسطس 2025                    |
| الدور التمهيدي     | الدور التمهيدي 3 | بدون قرعة      | 13 أغسطس 2025                    | 13 أغسطس 2025                    |
| مرحلة المجموعات    | الجولة 01        | 15 اغسطس 2025  | 16–17 سبتمبر 2025                | 17–18 سبتمبر 2025                |
| مرحلة المجموعات    | الجولة 02        | 15 اغسطس 2025  | 30 سبتمبر و 01 أكتوبر 2025       | 01–02 أكتوبر 2025                |
| مرحلة المجموعات    | الجولة 03        | 15 اغسطس 2025  | 21–22 أكتوبر 2025                | 22–23 أكتوبر 2025                |
| مرحلة المجموعات    | الجولة 04        | 15 اغسطس 2025  | 04–05 نوفمبر 2025                | 05–06 نوفمبر 2025                |
| مرحلة المجموعات    | الجولة 05        | 15 اغسطس 2025  | 25–26 نوفمبر 2025                | 26–27 نوفمبر 2025                |
| مرحلة المجموعات    | الجولة 06        | 15 اغسطس 2025  | 09–10 ديسمبر 2025                | 10–11 ديسمبر 2025                |
| مرحلة خروج المغلوب | دور الـ 16       | 16 ديسمبر 2025 | 10–11 فبراير و 17–18 فبراير 2026 | 11–12 فبراير و 18–19 فبراير 2026 |
| مرحلة خروج المغلوب | ربع النهائي      | 16 ديسمبر 2025 | 03–04 مارس و 10–11 مارس 2026     | 04–05 مارس و 11–12 مارس 2026     |
| مرحلة خروج المغلوب | نصف النهائي      | 16 ديسمبر 2025 | 07 أبريل و 14 أبريل 2026         | 08 أبريل و 15 أبريل 2026         |
| مرحلة خروج المغلوب | النهائي          | 16 ديسمبر 2025 | 16 مايو 2026                     | 16 مايو 2026                     |

## الدور التمهيدي
تتأهل الفرق الثلاثة الفائزة من جولة الدور التمهيدي (فريقان من منطقة الغرب وفريق واحد من منطقة الشرق) إلى مرحلة المجموعات في دوري أبطال آسيا 2 2025-26. وبذلك، تنضم هذه الفرق إلى الأندية الـ 21 التي تأهلت مباشرةً. أما الفرق التي تخسر في الجولات التأهيلية، تنتقل للمشاركة في مرحلة المجموعات من دوري التحدي الآسيوي 2025–26.
| فريق 1                 | النتيجة       | فريق 2 |
| ---------------------- | ------------- | ------ |
| منطقة الغرب            |               |        |
| غوا                    | 13 أغسطس 2025 | السيب  |
| ريغار-تاداز تورسونزاده | 13 أغسطس 2025 | أهال   |
| منطقة الشرق            |               |        |
| مانیلا دیجر            | 13 أغسطس 2025 | برسيب  |

### منطقة الغرب
| غوا | ضد | السيب |
| --- | -- | ----- |
|     |    |       |

| ريغار-تاداز تورسونزاده | ضد | أهال |
| ---------------------- | -- | ---- |
|                        |    |      |

### منطقة الشرق
| مانیلا دیجر | ضد | برسيب |
| ----------- | -- | ----- |
|             |    |       |

## مرحلة المجموعات
من المقرر إجراء قرعة مرحلة المجموعات في 15 أغسطس 2025.
 المحرق

 لايون سيتي

 تاي بو